# 葉山智昭
葉山 智昭（はやま ともあき、1970年9月10日 - ）は、日本の元総合格闘家。神奈川県出身。湘風館主宰。

## 来歴
- 1993年 - 飛鳥塾設立記念大会 優秀選手賞受賞
- 同年 - アマチュアシュートボクシング関東大会出場ベスト4
- 1995年 - プロ修斗デビュー
- 1996年 - VALE TUDO JAPAN '96出場
- 2002年 - コパストライプル 準優勝
- 同年 - 第3回全日本ブラジリアン柔術選手権 第3位
- 2003年 - コラルカップ2003 準優勝
- 同年 - グランドインパクト全日本トーナメント 準優勝
- 2005年 - 格闘技アカデミー湘風館 設立

## 戦績
| 総合格闘技 戦績 | 総合格闘技 戦績 | 総合格闘技 戦績 | 総合格闘技 戦績 | 総合格闘技 戦績 | 総合格闘技 戦績 | 総合格闘技 戦績 |
| --------------- | --------------- | --------------- | --------------- | --------------- | --------------- | --------------- |
| 7 試合          | (T)KO           | 一本            | 判定            | その他          | 引き分け        | 無効試合        |
| 4 勝            | 0               | 4               | 0               | 0               | 0               | 0               |
| 3 敗            | 0               | 1               | 2               | 0               | 0               | 0               |

| 勝敗 | 対戦相手           | 試合結果                   | 大会名                          | 開催年月日     |
| ×    | 谷村勲             | 5分2R終了 判定0-2          | III 修斗 the Renaxis 1999       | 1999年7月16日  |
| ×    | ロン・バリッキー   | 3分3R終了 判定0-3          | 修斗 I Reconquista 〜聖地奪還〜 | 1997年1月18日  |
| ×    | アレックス・クック | 2R 6:23 肩固め             | VALE TUDO JAPAN '96             | 1996年7月7日   |
| ○    | 藤田祐司           | 2R 2:25 チョークスリーパー | 修斗                            | 1996年5月7日   |
| ○    | 大杉勇             | 2R 2:10 フロントチョーク   | 東京フリーファイト              | 1995年11月7日  |
| ○    | 不明               | 3R 1:45 チョークスリーパー | 不明                            | 1995年10月17日 |
| ○    | 不明               | 2R 2:48 チョークスリーパー | 不明                            | 1995年5月28日  |